# Damaliscus korrigum
El topi, korrigum, o tiang (Damaliscus korrigum) es una especie de mamífero artiodáctilo perteneciente a la familia Bovidae. El nombre vulgar «topi» se aplica no solo a la especie sino a las subespecies D. k. jimela y D. k. topi, mientras el nombre «korrigum» o «tiang» se aplica a la subespecie D. k. korrigum. Junto con el tsessebe de Bangweulu (Damaliscus superstes) esta especie se incluía anteriormente dentro de la especie tsessebe común (Damaliscus lunatus). La especie habita en las sabanas, semidesiertos y llanuras aluviales de África Subsahariana.

## Subespecies
- Damaliscus korrigum korrigum Ogilby, 1836 – korrigum
- Damaliscus korrigum jimela Matschie, 1892 – topi (hallado en la República Democrática del Congo, Kenia, Ruanda, Tanzania y Uganda. Se extinguió regionalmente en Burundi)
- Damaliscus korrigum topi Blaine, 1914 – topi costero

## Distribución y ecología

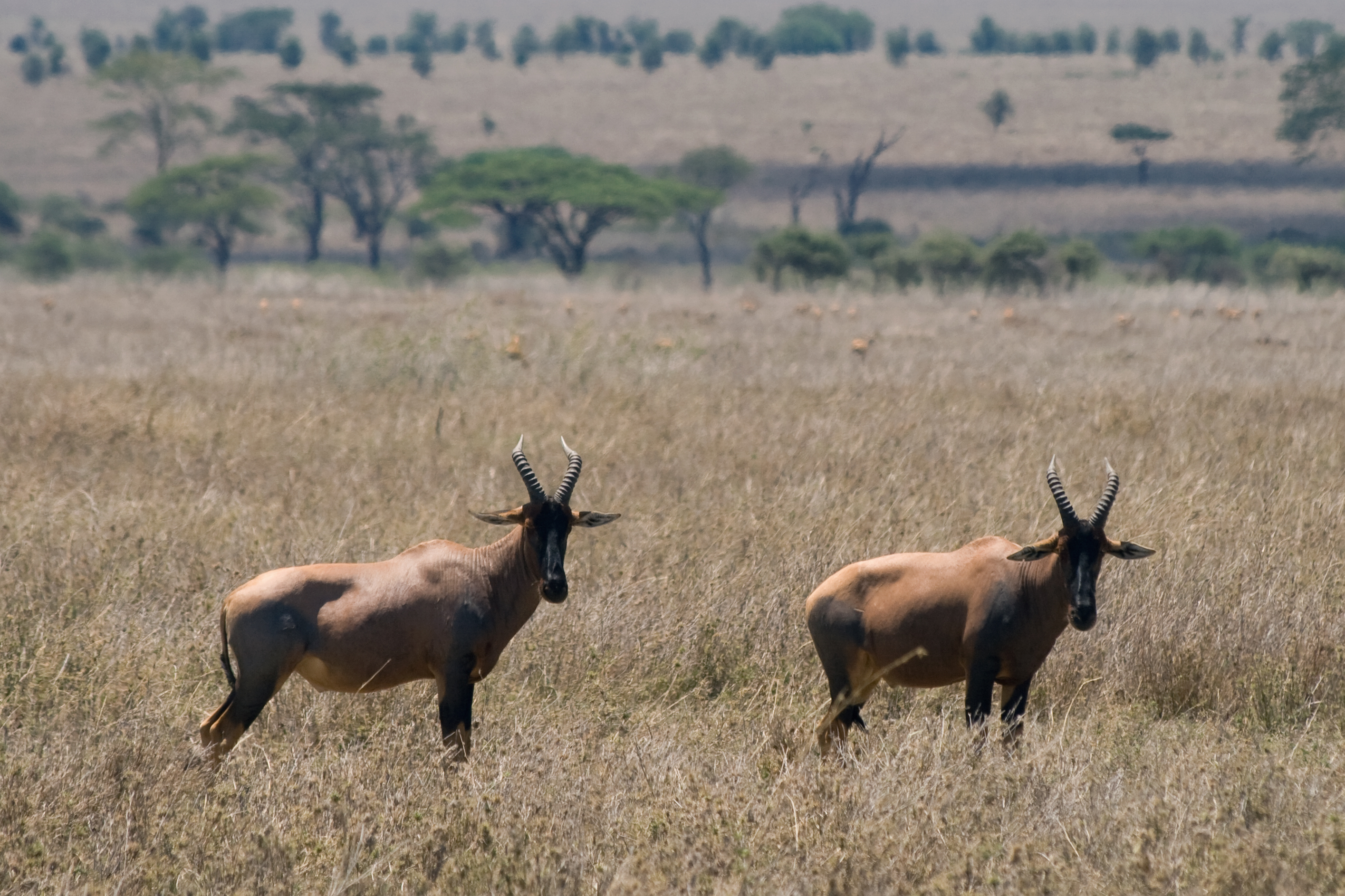
Topis en el Serengeti

La especie tiene un rango de distribución extenso y discontinuo. Esto se debe a la especialización por ciertas planicies en biomas áridos o de sabana. La caza por parte de los humanos y la destrucción de su hábitat han contribuido aún más al aislamiento poblacional. En 2005 los siguientes países albergaban poblaciones de topi: Benín, Burkina Faso, Burundi, Camerún, República Centroafricana, Chad, República Democrática del Congo, Etiopía, Gambia, Ghana, Guinea-Bissau, Kenia, Malí, Mauritania, Níger, Nigeria, Ruanda, Senegal, Somalia, Sudán, Tanzania, Togo y Uganda. La especie se encuentra regionalmente extinta en Burundi, Gambia, Guinea-Bissau, Mali, Mauritania y Senegal.

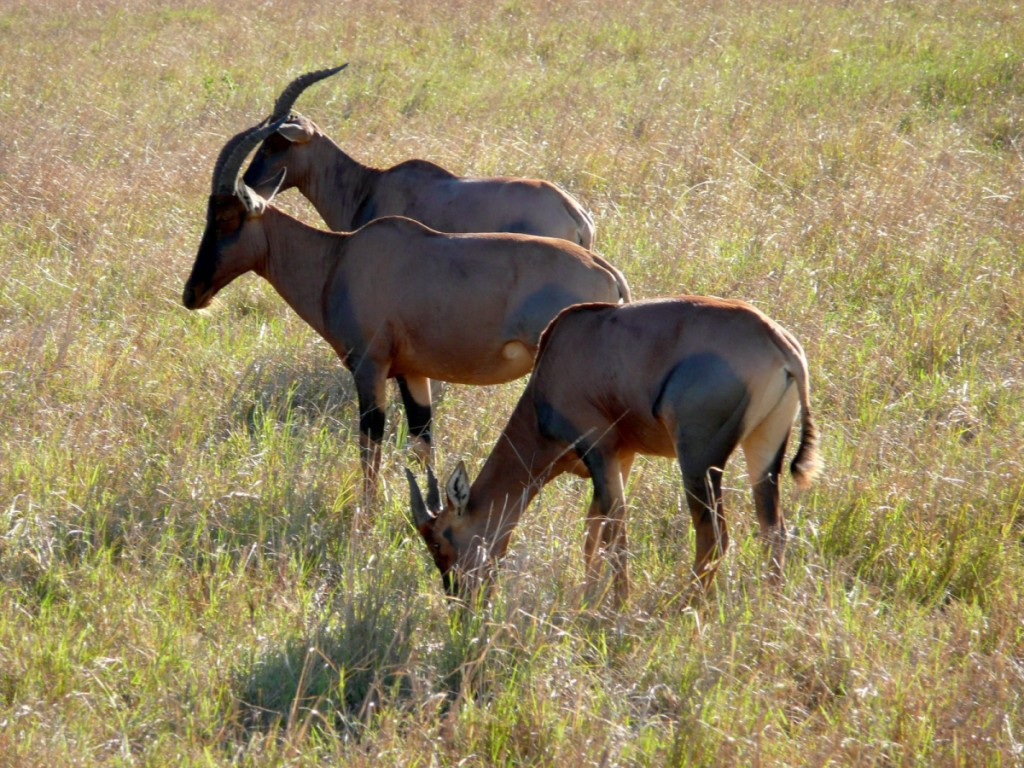
Topis en el Maasai Mara

El topi habita principalmente en las praderas, oscilando entre planicies sin árboles hasta bosques poco densos. Tiende a ser abundante o estar ausente en un área en particular. Las poblaciones dispersas no prosperan por largo tiempo y deben congregarse o desaparecer. El topi también es migratorio y se congrega en manadas de hasta algunos cientos de individuos para encontrar las pasturas predilectas. Sus depredadores son los leones, y las hienas manchadas y chacales que amenazan a los recién nacidos. Las hienas son los atacantes más comunes. Sin embargo, el topi tiende una tasa de predación menor que las especies circundantes.

## Estructura social y reproducción

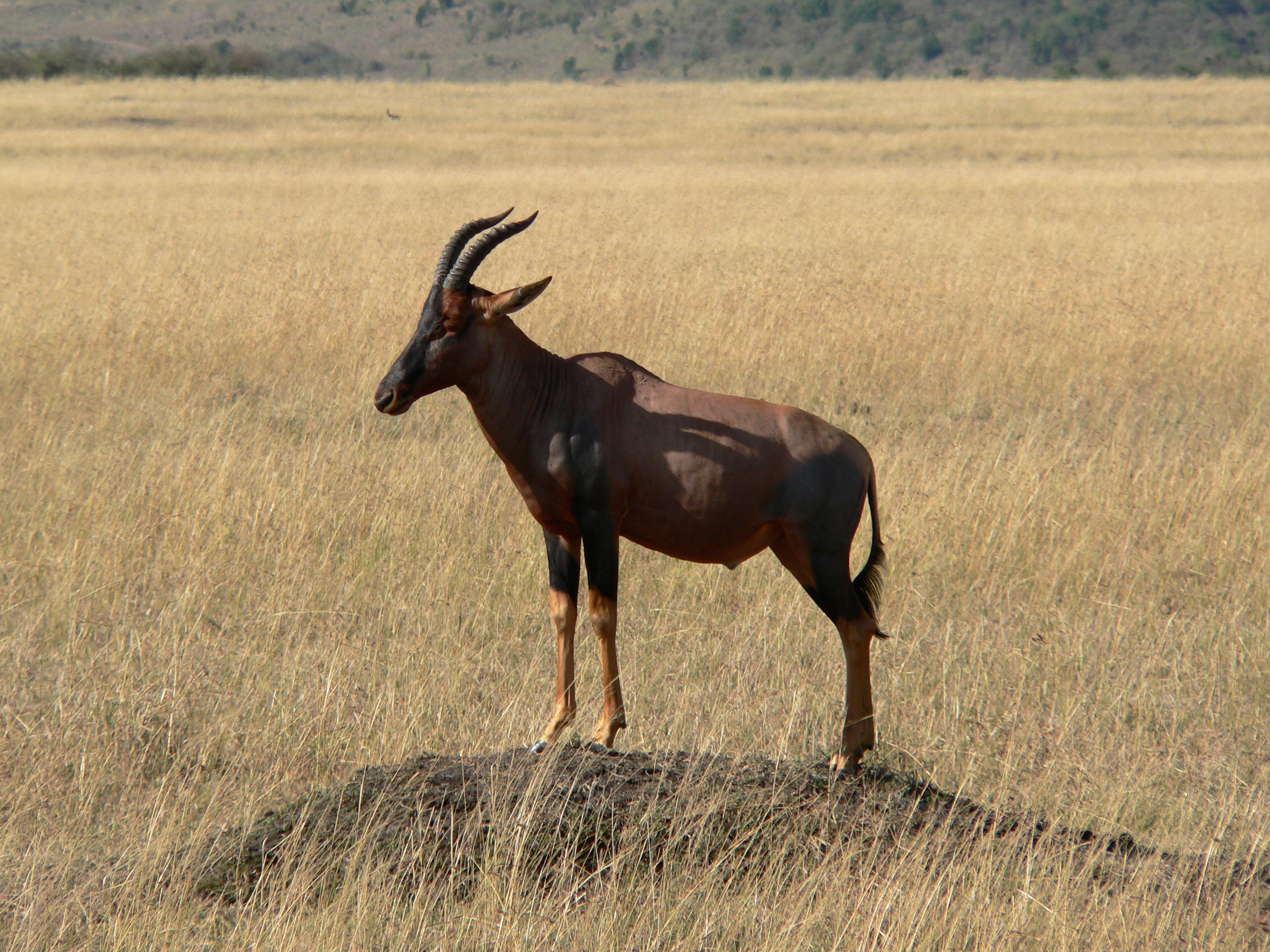
Topi sobre un montículo en Maasai Mara

Cuando no se hallan en migración, los machos establecen leks. Los machos dominantes ocupan el centro de los leks y los subordinados la periferia de los mismos. Los machos marcan su territorio con montones de estiércol y permanecen en una posición erguida listos a luchar con cualquier otro macho que intente invadirlo. Las hembras en celo entran a los leks solas o en grupos y se aparean con los machos ubicados al centro.

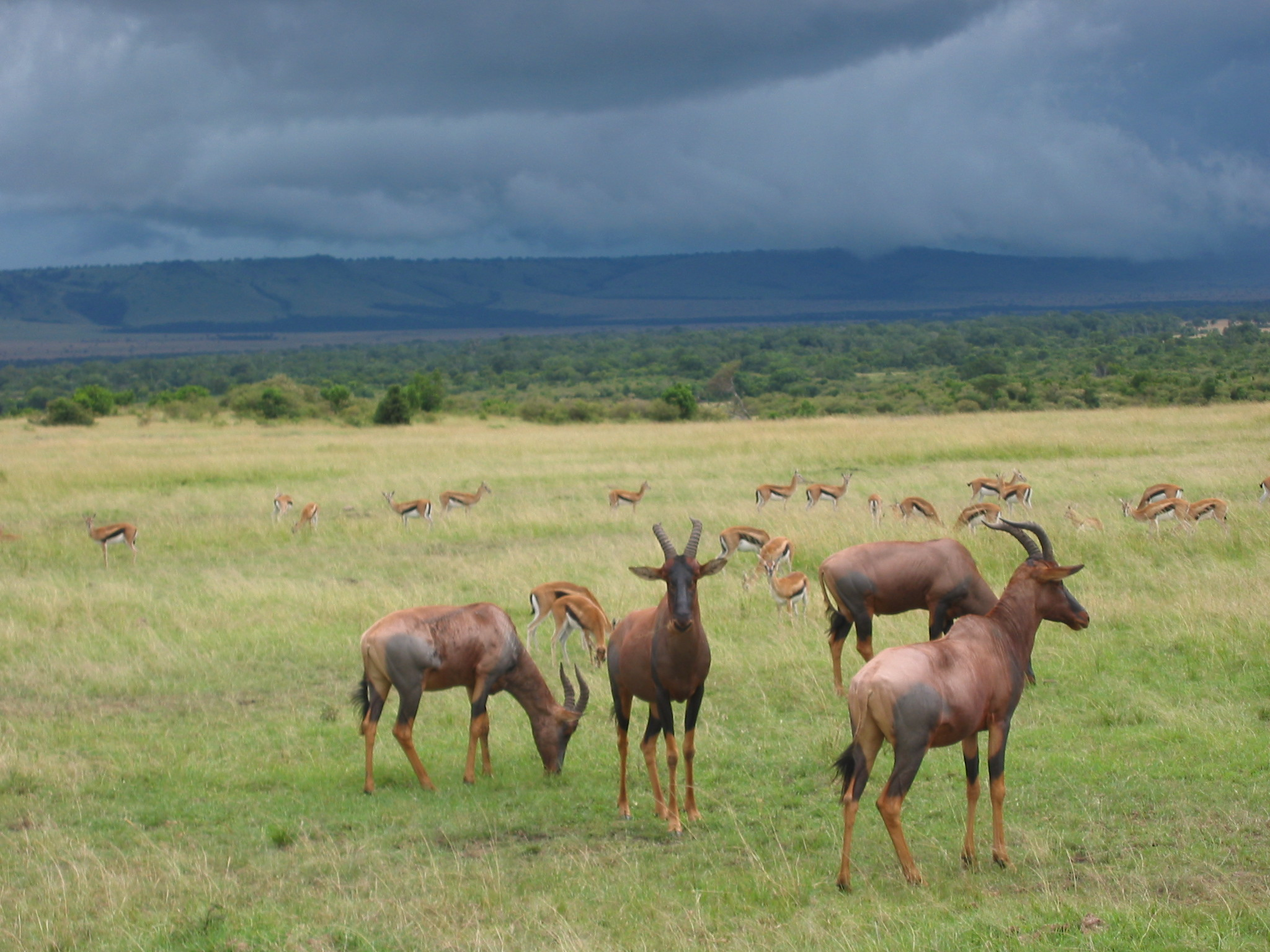
Grupo de topis

La gran mayoría de nacimientos sucede entre octubre y diciembre, la mitad de ellos en octubre. Las crías pueden seguir a sus madres justo después del nacimiento.

## Conservación
A pesar de que la especie tiene un área extensa de distribución y posee una población abundante, este ha sido eliminado de áreas grandes a causa de la caza y la degradación del hábitat asociada a la expansión de zonas de pastoreo. Esta amenaza es mayor para el korrigum de África Occidental; del los doce países en los cuales existía anteriormente, ya han desaparecido de cuatro y probablemente solo exista transitoriamente en tres de ellos. Más del 90% de los individuos viven en áreas protegidas, principalmente en el Parque nacional Virunga en la República Democrática del Congo, El parque nacional Queen Elizabeth en Uganda, Parque nacional de Akagera en Ruanda, el Masái Mara en Kenia y el Parque nacional Serengueti en Tanzania.